# Hans Berger
Hans Berger (Neuses, 21 de mayo de 1873-Jena, 1 de junio de 1941) fue un neurólogo y psiquiatra alemán, considerado en la actualidad el padre de la electroencefalografía por sus estudios pioneros sobre la actividad eléctrica en el cerebro humano.  
Hijo de Paul Friedrich Berger y de Anna Rückert, se graduó en Gymnasium en Coburg y después accedió a Universidad de Jena en 1892, donde estudió Medicina hasta 1897. Fue ayudante de Otto Ludwig Binswanger (1852-1929) en la clínica psiquiátrica de la universidad junto con Oskar Vogt (1870-1959) y Korbinian Brodmann (1868-1918), quienes mostraron una gran predilección por el estudio de la localización de las funciones cerebrales. Fue nombrado médico jefe en 1912 y director y profesor de psiquiatría en 1919; se retiró en 1938.  
El objetivo principal de sus trabajos iniciales fue la búsqueda de la correlación entre la actividad objetiva del cerebro y los fenómenos psíquicos subjetivos. Investigó la influencia de los latidos del corazón, la respiración, las funciones vasomotoras y la posición de la cabeza y el cuerpo sobre las pulsaciones cerebrales. Berger también estudió los efectos de una serie de medicamentos, como alcanfor, digitoxina, cafeína, cocaína y morfina, sobre las pulsaciones cerebrales. Los resultados de estas investigaciones fueron decepcionantes; sin embargo, Berger continuó su búsqueda de expresiones mensurables de condiciones psíquicas a través de experimentos en la circulación sanguínea (1904, 1907). 
Más tarde, Berger intentó descubrir una correlación entre la temperatura del cerebro y los procesos psíquicos. Postuló que a través de la disimilación en la corteza, se desarrolla energía psíquica (P-Energie), junto con calor, energía eléctrica y energía neuronal. Estos experimentos también llegaron a un punto muerto, según la publicación de Berger de 1910. Sin embargo, en sus conferencias sobre psicofisiología, impartidas a partir de 1905 y publicadas en 1921, el problema de P-Energie continuó manteniendo su interés.  
Después de la Primera Guerra Mundial, y en vista de los decepcionantes resultados de sus estudios anteriores, Berger se volcó en la demostración de la actividad eléctrica en el cerebro humano. Ya en 1902 había tomado mediciones de la actividad eléctrica a través de trépanos con el electrómetro capilar Lippmann y luego con el galvanómetro Edelmann. Sin embargo, en 1910, Berger mencionó en su diario que los resultados de estas mediciones no fueron satisfactorios. A partir de 1925, Berger modificó su metodología y se especializó en registrar las fluctuaciones espontáneas en el potencial eléctrico. En su primera publicación sobre electroencefalografía fechada el 22 de abril de 1929, llamó al 6 de julio de 1924 la fecha del descubrimiento del electroencefalograma humano. No obstante, no recibió reconocimiento internacional hasta que Adrian y Matthews llamaron la atención sobre su trabajo en 1934.
Con la entrada del régimen nazi, Berger fue destituido de su cargo como jefe de la Unidad de Psiquiatría de la Universidad de Jena. Finalmente, el 1 de junio de 1941 se suicidó. 